# Xylobium foveatum
Xylobium foveatum là một loài thực vật có hoa trong họ Lan. Loài này được (Lindl.) G.Nicholson miêu tả khoa học đầu tiên năm 1887.